# Långsjön (Dunkers socken, Södermanland)
Långsjön är en sjö i Flens kommun i Södermanland och ingår i Nyköpingsåns huvudavrinningsområde. Sjön har en area på 0,0968 kvadratkilometer och ligger 62,6 meter över havet.

## Delavrinningsområde
Långsjön ingår i det delavrinningsområde (655890-156215) som SMHI kallar för Utloppet av Dunkern. Medelhöjden är 51 meter över havet och ytan är 36,95 kvadratkilometer. Räknas de 6 avrinningsområdena uppströms in blir den ackumulerade arean 114,67 kvadratkilometer. Husbyån (Jättnaån) som avvattnar avrinningsområdet har biflödesordning 2, vilket innebär att vattnet flödar genom totalt 2 vattendrag innan det når havet efter 84 kilometer. Avrinningsområdet består mestadels av skog (60 procent) och jordbruk (16 procent). Avrinningsområdet har 5,18 kvadratkilometer vattenytor vilket ger det en sjöprocent på 14 procent.